# Ryosuke Maeda
Ryosuke Maeda (前田 凌佑 Maeda Ryosuke?, Hyogo, 27 de abril de 1994) es un futbolista japonés que juega como centrocampista en el Young Elephants F. C. de la Liga Premier de Laos.

## Trayectoria

### Clubes
| Club                      | País  | Año       |
| ------------------------- | ----- | --------- |
| Vissel Kobe               | Japón | 2013-2018 |
| J. League sub-22 (cedido) | Japón | 2014-2015 |
| Oita Trinita (cedido)     | Japón | 2017-2018 |
| Oita Trinita              | Japón | 2019-2021 |
| Ehime FC                  | Japón | 2021-2022 |
| Young Elephants F. C.     | Laos  | 2024-     |